# The Renegade's Heart
Pour plus de détails, voir Fiche technique et Distribution.
The Renegade's Heart est un film muet américain réalisé par Wallace Reid et sorti en 1913.

## Fiche technique
- Titre original : The Renegade's Heart
- Réalisation : Wallace Reid
- Scénario :
- Photographie :
- Montage :
- Producteur :
- Société de production : American Film Manufacturing Company
- Société de distribution : Mutual Film
- Pays d'origine :  États-Unis
- Langue : film muet avec les intertitres en anglais
- Format : Noir et blanc — 35 mm — 1,33:1 — Muet
- Genre : Western
- Durée : 10 minutes
- Dates de sortie : 
  -  États-Unis : 30 mars 1913

## Distribution
- Lillian Christy : Violet Blake
- Edward Coxen : le shérif
- George Field : Black Jack, le renégat
- Chester Withey : Blake, le père de Violet